# Đại học viễn thông Huichon
Đại học Viễn thông Huichon tọa lạc tại Huichon, Chagang, Bắc Triều Tiên, được thành lập ngày 1 tháng 9 năm 1959.
Nó được trang bị thiết bị phát sóng truyền hình, máy tính, và các phương tiện và tài liệu điện tử cho giáo dục và nghiên cứu khoa học.
Trường có các khoa như khoa kỹ thuật truyền thông điện tử, khoa kỹ thuật điều khiển máy tính, khoa điện tử và khoa kỹ thuật truyền thông không dây. Nó cũng có một viện điện tử và các viện, phòng thí nghiệm khác, một chương trình sau đại học, một thư viện, một xưởng thực hành và một nhà in.
Chín mươi lăm phần trăm giảng viên là những người có bằng cấp và danh hiệu học thuật.